# Mike Sserumaga
Mike Sserumaga est un footballeur ougandais né le 20 novembre 1992 à Kampala. Il évolue au poste de milieu avec Villa SC.

## Carrière
- 2006-2007 : Police FC ( Ouganda)
- 2009-2010 : URA SC ( Ouganda)[1],[2]